# فليمنيغ أندرسن
فليمنيغ أندرسن (بالدنماركية: Flemming Andersen)‏ هو رسام بالرصاص دنماركي، ولد في 2 يونيو 1968 في كوبنهاغن في الدنمارك.